# La Belle des îles

La Belle des îles (titre original : Tiara Tahiti) est un film britannique réalisé par Ted Kotcheff, sorti en 1962.

## Fiche technique
- Titre original : Tiara Tahiti
- Titre français : La Belle des îles
- Réalisation : Ted Kotcheff
- Scénario : Geoffrey Cotterell, Ivan Foxwell
- Photographie : Alex Vetchinsky
- Musique : Philip Green
- Format : Couleurs
- Producteur : Ivan Foxwell
- Pays d'origine :  Royaume-Uni
- Genre : Comédie dramatique
- Durée: 96 minutes

## Distribution
- James Mason : Capitaine Brett Aimsley
- John Mills : Lieutenant-colonel Clifford Southey
- Claude Dauphin : Henri Farengue
- Herbert Lom : Chong Sing
- Rosenda Monteros : Belle Annie
- Jacques Marin : Desmoulins
- Libby Morris : Adele Franklin
- Madge Ryan : Millie Brooks
- Gary Cockrell : Joey
- Peter Barkworth : Lieutenant David Harper
- Roy Kinnear : Capitaine Enderby